# Kaspijsk
Kaspijsk (rusky Каспийск) je město v Rusku. Jedná se o přístav na západním břehu Kaspického moře, leží osmnáct kilometrů jihovýchodně od Machačkaly, hlavního města Dagestánu. Má přibližně sto tisíc obyvatel.

## Historie
Kaspijsk byl založen v roce 1932 pod jménem Dvigatělstroj (rusky Двигательстрой) a patří tak k nejmladším městům v Dagestánu. Již v roce 1932 se obecní rada osady Dvigatělstroj obrátnila na Nejvyšší sovět Dágestánské autonomní socialistické republiky s návrhem na povýšení vesnice na město a přejmenování na Stalinjurt, tento návrh byl zamítnut.
V roce 1947 získala vesnice městská práva a byla přejmenována na současné jméno - Kaspijsk, aby se zdůraznila blízkost Kaspického moře.
16. listopadu 1996 zemřelo ve městě 68 lidí při útoku čečenských rebelů na vojenskou budovu. Další teroristický útok ve městě byl Čečenci uskutečněn 9. května 2002 během vojenské přehlídky k výročí konce druhé světové války, zemřelo 43 lidí (včetně 12 dětí) a dalších 150 lidí bylo zraněno.
V roce 2017 bylo rozhodnuto o přesunu Kaspické flotily do Kaspijsku. Námořní základna prošla rekonstrukcí a v roce 2020 se do města přesunula Kaspická flotila.

## Obyvatelstvo
V roce 2014 tvořili část kaspického obyvatelstva z 92,65 % Rusové, z 1,42 % Avarové, z 1,38 % Dargové a z 0,98 % Kumykové.
| 2006   | 2008   | 2010    | 2012    | 2014    |
| ------ | ------ | ------- | ------- | ------- |
| 81 200 | 82 700 | 100 129 | 103 900 | 101 655 |